# Limonit

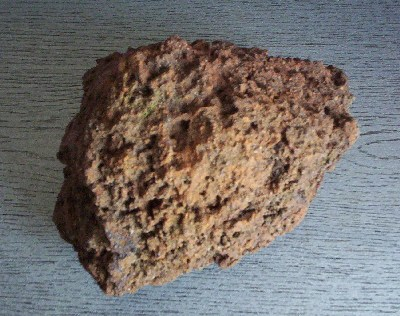
Myrmalm

Limonit eller järnockra är en malmmineral bestående av en blandning av olika järnoxider och den innehåller som högst 62 viktprocent järn. Limonit kan anses som järn(III)oxidhydroxid FeO(OH) med varierande vattenhalt. Man har i limonit påvisat mineralen goethit, α-FeO(OH), och lepidokrokit, γ-FeO(OH), med samma sammansättning men olika kristallstruktur. Också ferrihydrit, Fe2O3·1,4H2O (äldre namn järn(III)-hydroxid), är vanligt i limonit.

## Förekomst
Limonit återfinns i naturen som brun järnsten, järnsandsten, sjömalm, myrmalm och rödjord. Malmen kan anta olika former, den kan se ut som kornig rödsand, som ärtor, penningar eller ta formen av stora tjocka skivor som helt kan täcka botten på sjöar. Mångfalden av namn visar var man kan finna malmen. 
Jämte järnockran som finns i den rödmull som bildas vid mineraliseringen av kopparfattig malm, vid bland annat koppargruvor runt Falun, finns också kiselsyra. Den bedöms ha en viss konserverande effekt som verkar vara av mer mekanisk art. Denna effekt eller så kallat rötskydd är inte helt fastställd och inte heller specifik för den kända röda kulören som kallas falu rödfärg. Rödmullens olika färgämnen finns bland annat också som ljusrött, svart, grått, ockra (ljusbrunt), brunt, grönt och går att få även i gult och violett.

### Sjömalm
Sjömalm räknas ibland som en hård typ av limonit, ibland som en malm med limonit som huvudsakligt innehåll. Malmen bildas ofta i kalkfattiga områden på botten av näringsfattiga (oligotrofa) sjöar. Beroende på utseendet av sjömalmen så har den fått namn som ärt-, bön-, pärl-, krut-, hagel-, penning- och skraggmalm (kakformad). Sjömalmen kan ofta innehålla en hel del inneslutna sand- och gruskorn som minskar järnhalten och ökar mängden slagg.

## Historia
Limonit var viktig som råvara för järnframställning från järnåldern och framåt, i Småland ända in på mitten av 1800-talet. Först då slogs den ut som råvara av gruvorna framför allt i Bergslagen. Detta ledde till en järnbruksdöd i Småland, många järnbruk omvandlades till glasbruk, ett av de mest kända är Orrefors glasbruk.